# Muriceides robusta
Muriceides robusta is een zachte koraalsoort uit de familie Plexauridae. De koraalsoort komt uit het geslacht Muriceides. Muriceides robusta werd in 1889 voor het eerst wetenschappelijk beschreven door Wright & Studer. 